# Betsy Perk

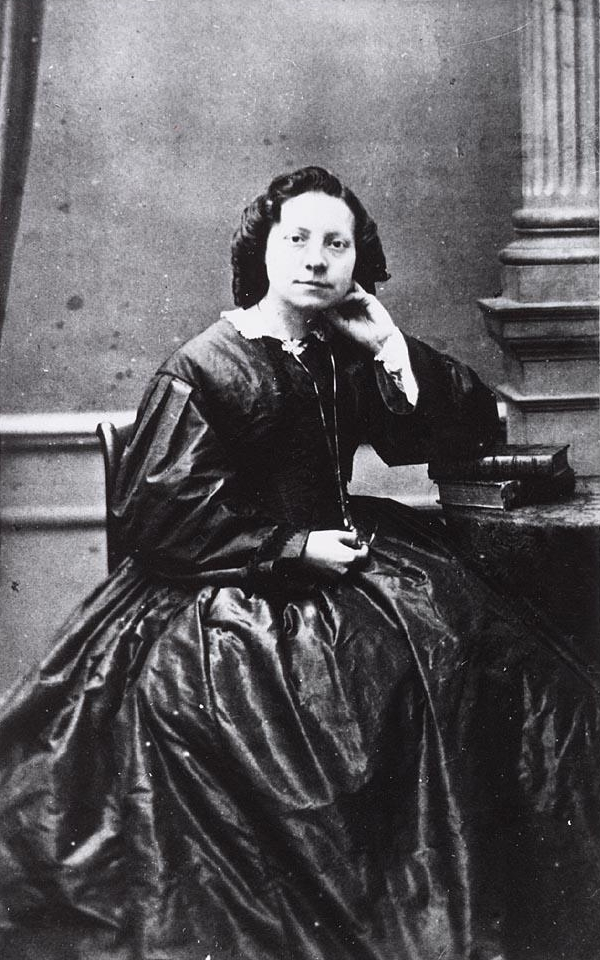
Betsy Perk

Christina Elisabeth "Betsy" Perk, född 1833, död 1906, var en nederländsk författare och socialreformator. 
Hon var dotter till den välbärgade industrialisten Aderiannus (Adrian) Perk och Lessina Elizabeth Fisher. Som alla döttrar i överklassfamiljer undervisades hon i konst. Hon var verksam som författare från 1852, då hon publicerade noveller i tidningarna, och gav ut sin första roman 1864. 
Året 1866-67 drabbades Perk av en uppslagen förlovning, sin fars död och förlusten av sin ekonomiska trygghet. Detta väckte hennes intresse för kvinnors rättigheter. Hon arbetade främst för tillgång till utbildning och fler yrken för kvinnor, särskilt de från hennes egen samhällsklass. Perk var särartsfeminist. Som talorgan grundade hon de första tidningarna för feministiska tidningarna i Nederländerna, 1869 och 1870. 
Under denna tid ansågs det vara oanständigt för kvinnor att synas offentligt. För att motverka denna attityd grundade Perk år 1871 en förening som arrangerade offentliga utställningar av kvinnors arbeten och samtidigt erbjöd yrkeskurser: Arbeid Adelt. Perk kom dock i konflikt med andra medlemmar och avsattes som ordförande 1872. År 1873 gjorde hon en uppmärksammad feministisk föreläsningsturné med Mina Kruseman. Efter detta avslutade Perk sitt feministiska arbete och ägnade sig åt sitt skrivande. 
Hon levde 1880-1890 i Belgien. 1874 stödde hon offentligt frågan om kvinnlig rösträtt och 1894 blev hon medlem i föreningen för kvinnlig rösträtt, men spelade aldrig någon större roll där. 
Betsy Perk ihågkoms främst för sitt arbete som pionjär, då hon grundade de första tidningarna och föreningarna för kvinnors rättigheter i Nederländerna.   